# Alexandr Protopopov
Alexandr Dmitrijevič Protopopov (rusky Александр Дмитриевич Протопопов; 4. prosincejul./ 16. prosince 1866greg. Simbirsk, Ruské impérium – 27. října 1918 Moskva, RSFSR) byl ruský politik, velkostatkář i průmyslník a poslední ministr vnitra Ruského impéria.

## Životopis
Alexandr Protopopov studoval na Nikolajevské vojenské škole. V roce 1885 působil v armádě, kterou opustil roku 1890.
Zabýval se hospodářstvím, byl majitelem lesních závodu i soukenných továren v Simbirské gubernii a byl předseda Svazu soukenných pracovníků. Po roce 1905 byl Protopopov poslancem 3. a 4. Dumy za Okťabristy.
Dne 16. září 1916 se Protopopov stal ministrem vnitra. V té době začal trpět syfilidou.
Podle názoru některých současníků (například Alexandra Bloka), právě Protopopovova nečinnost se stala hlavním důvodem vítězství únorové revoluce.
Od března do září 1917 byl Protopopov ve vězení v Petropavlovské pevnosti, poté byl v nemocnici pro nervově nemocné.
Po převzetí moci bolševiky byl držen v Taganském žaláři. Začal kritizovat sovětskou moc, za což byl odsouzen k smrti a 27. října 1918 popraven.